# Alpenklassieker 1995
De 5e editie van de Franse wielerwedstrijd Alpenklassieker (Frans: Classique des Alpes 1995) vond plaats op 3 juni 1995. 

## Uitslag
| rang | renner                   | land                |
| ---- | ------------------------ | ------------------- |
| 1    | Ramón González Arrieta   | Spanje              |
| 2    | Gérard Rué               | Frankrijk           |
| 3    | Richard Virenque         | Frankrijk           |
| 4    | Peter Meinert-Nielsen    | Denemarken          |
| 5    | Lylian Lebreton          | Frankrijk           |
| 6    | Miguel Indurain          | Spanje              |
| 7    | Fausto Dotti             | Italië              |
| 8    | Miguel Arroyo            | Mexico              |
| 9    | Robert Millar            | Verenigd Koninkrijk |
| 10   | Carlos Alberto Contreras | Colombia            |

1991 · 1992 · 1993 · 1994 · 1995 · 1996 · 1997 · 1998 · 1999 · 2000 · 2001 · 2002 · 2003 · 2004